# Bataille de la Nive
Guerre d'Espagne (Empire)
Batailles
- San Millan-Osma (06/1813)
- Vitoria (06/1813)
- Tolosa (06/1813)
- Saint-Sébastien (1er) (07/1813)
- Pyrénées (07/1813)
- Maya (07/1813)
- Roncevaux (07/1813)
- Sorauren (07/1813)
- Beunza (07/1813)
- Saint-Sébastien (2e) (08/1813)
- San Marcial (08/1813)
- Bidassoa (10/1813)
- Pampelune (10/1813)
- Nivelle (11/1813)
- Nive (12/1813)

- Garris (02/1814)
- Orthez (02/1814)
- Bayonne (02/1814)
- Toulouse (04/1814)

La bataille de la Nive est une bataille de la Guerre d'indépendance espagnole et de la Guerre péninsulaire du Portugal, qui s'est déroulée en décembre 1813.

## Les pertes
« État des tués, blessés et manquans dans les actions des 9, 10, 11, 12 et 13 décembre 1813.
Anglais : Un lieutenant-colonel, un major, trois capitaines, dix lieutenans, trois enseignes, huit sergens, deux tambours, deux cent cinquante soldats, dix-neuf chevaux, tués.
Deux officiers de l'état-major de l'armée, trois lieutenans-colonels, six majors, trente capitaines, soixante-sept lieutenans, vingt-deux enseignes, cent trente-un sergens, vingt tambours, mille neuf cent quatre soldats, quarante chevaux, blessés.
Un major, un capitaine, cinq lieutenans, un enseigne, dix sergens, trois tambours, cent quatre-vingt-huit soldats, un cheval, manquans.
Portugais : Dix officiers et trois cent quatre-vingt-dix-neuf soldats tués.
Cent quatre officiers et mille quatre cent quatre-vingt-huit soldats blessés.
Huit officiers et deux cent soixante-dix-neuf soldats manquans.
Espagnols : Cinq soldats tués, vingt-un soldats blessés. »

## Sources
- (en) Cet article est partiellement ou en totalité issu de l’article de Wikipédia en anglais intitulé « Battle of the Nive » (voir la liste des auteurs).